# Agíou Meletíou
Agíou Meletíou, en grec moderne : Αγίου Μελετίου, est un quartier d'Athènes  en Grèce. Il est adjacent aux quartiers d'Ágios Nikólaos, la place Amerikís, Kypséli, la place Victoría, Ágios Pandeleímonas et Attikí. Ses principaux axes sont la rue Acharnón (el) et la rue Agíos Meletíos. Le quartier correspond, selon l'architecte Kóstas Bíris (el), à la zone anciennement connue sous le nom de Levídou ou Levídi (Λεβίδου - Λεβίδη), du nom de la demeure familiale de Nikólaos Levídis (el), alors abandonnée, qui existait au début du XXe siècle dans la rue Patissíon. Pendant l'entre-deux-guerres, l'actuel quartier était principalement divisé entre celui  d'Attikí, qui était plus large que le quartier actuel et celui d'Acharnés.